# Foued Mohamed-Aggad
Foued Mohamed-Aggad (in arabo محمد فؤاد-العقاد‎?; Wissembourg, 18 settembre 1992 – Parigi, 14 novembre 2015) è stato un terrorista francese di origine algerina, jihadista dell'ISIS e uno dei membri del commando responsabile degli attacchi coordinati di Parigi del 13 novembre 2015.

## Biografia
Foued Mohamed-Aggad nacque nel paese francese di Wissembourg al confine con la Germania il 18 settembre 1992 da una famiglia di origini algerine e marocchine, ma trascorse la sua giovinezza nel villaggio di Steinseltz. Prima di partire per il Medio Oriente, Haggad, dopo aver studiato in un istituto tecnico, aveva tentato senza successo di arruolarsi nella polizia, ma finì per entrare nell'esercito.
Concluso il servizio militare, a partire dal 2012 cominciò a praticare l'Islam in maniera piuttosto radicale, facendosi crescere la barba e frequentando maggiormente la moschea del suo quartiere natale. Nel dicembre 2013, con il pretesto di prendere parte ad una missione umanitaria, partì, insieme a suo fratello maggiore Karim e un gruppo di otto amici, in Siria tramite un volo Francoforte-Antalya, attraversando così il confine turco-siriano e arruolandosi tra le file dello Stato Islamico. Due membri del gruppo di alsaziani morirono nel mese di gennaio 2014, tra cui il fratello di Aggad, che aveva tuttavia deciso di tornare in Francia nella primavera del 2014 e prendere contatto con Abdelhamid Abaaoud, uno dei più carismatici membri della cellula di Verviers.
Era sposato con una francese e insieme avevano avuto un figlio.

## Attentati del 13 novembre 2015 a Parigi
La sera del 13 novembre 2015 prese parte, in compagnia di Ismaël Omar Mostefaï e Samy Amimour, all'assalto del teatro Bataclan di Parigi nel corso dei tragici attacchi della capitale. I tre terroristi, equipaggiati di zaini porta-caricatori, AK-47, di un fucile a pompa, alcune bombe a mano e cinture esplosive, fecero irruzione nella sala concerti alle 21:40, uccidendo in totale 93 avventori ma risparmiando il gruppo stoner rock americano Eagles of Death Metal, che erano fuggiti dietro le quinte durante la sparatoria iniziale. Si sospetta anche che sia stato Aggad stesso ad uccidere Valeria Solesin, l'unica vittima italiana negli attentati. 
Dopo la morte di Amimour, ucciso a colpi di pistola da un sovrintendente capo della B.A.C. 75 alle ore 22:07, gli ultimi due terroristi si nascondono in una stanza lungo un corridoio con una dozzina di ostaggi. La B.R.I. decide, dopo molte trattative fallite, di prendere d'assalto il teatro alle ore 00:20 e soccorrere gli spettatori trattenuti dai due jihadisti. Nel corso dell'irruzione nel corridoio, i due terroristi usarono gli ostaggi come scudi umani e aprirono il fuoco contro gli agenti armati di scudi balistici, ferendo uno di loro ad una mano mentre il resto dei poliziotti lanciarono granate flash bang e fumogene. Durante i cinque minuti di combattimento, gli agenti raggiunsero la fine del corridoio e un poliziotto armato di H&K G36C ferì gravemente Mostafai, il quale, conseguentemente decise di azionare la detonazione della cintura esplosiva che causerà la sua morte. Il secondo terrorista, Foued, stordito dall'esplosione, viene infine freddato da un agente della seconda colonna mentre si apprestava a cercare il detonatore per fare azionare l'esplosivo a lui attaccato. Dopodiché il resto degli ostaggi sopravvissuti furono immediatamente allontanati dal luogo della carneficina e soccorsi dalle ambulanze.
Gli investigatori non hanno determinato subito la sua identità dopo il massacro. La moglie di Aggad ha tuttavia inviato un SMS alla madre di quest'ultimo dalla Siria verso la fine di novembre, in cui ha confermato il suo coinvolgimento negli attentati. Ciò consente alle autorità di confermare la sua identità attraverso test del DNA.